# Лајденборн
Лајденборн (њем. Leidenborn) општина је у њемачкој савезној држави Рајна-Палатинат. Једно је од 235 општинских средишта округа Ајфелкрајс Битбург-Прим. Према процјени из 2010. у општини је живјело 159 становника. Посједује регионалну шифру (AGS) 7232259.

## Географски и демографски подаци
Лајденборн се налази у савезној држави Рајна-Палатинат у округу Ајфелкрајс Битбург-Прим. Општина се налази на надморској висини од 520 метара. Површина општине износи 5,6 km². У самом мјесту је, према процјени из 2010. године, живјело 159 становника. Просјечна густина становништва износи 28 становника/km².